# Белый террор (Венгрия)
Белый террор (венг. Fehérterror) — акции массового политического насилия по отношению к сторонникам Венгерской Советской Республики, заподозренным в симпатиях к ней и к лицам левых взглядов, евреям вне зависимости от их политических взглядов и бедным рабочим и крестьянам со стороны называемых «Белыми» контрреволюционных властей и ультраправых военизированных группировок, проходившие в период контрреволюции и интервенции в Венгрии в 1919—1921 годах. Также термин «Белый террор» может быть применён и по отношению к самому контрреволюционному «Белому» движению, членов которого также называют «Белые террористы», «банды Белого террора». Крайние формы террора прекратились с установлением и стабилизацией хортистского режима в Венгрии в 1921—1924 годах, после чего либо бывшие деятели военизированных группировок поддерживали новый режим, либо уходили в подполье и совершали террористические акты против евреев.
В основе «Белого террора» лежала «Сегедская идея», характеризуемая как вариант протофашизма, контрреволюционная и реваншистская доктрина венгерских ультраправых, возникшая в последние годы Первой мировой войны в оккупированном Францией Сегеде; венгерские «белые» основывались на крайнем этническом венгерском национализме, христианском и расовом антисемитизме и теории коммунистического заговора евреев, антифеминизме и фундаментализме. Вдохновлённый немецким «Народным движением» («фёлькише») «Белый террор» существовал в Венгерском королевстве межвоенного периода в 1919—1921 годах. Поддерживаемые центральным правительством многочисленные организации «Белого террора», в первую очередь Ассоциация пробуждающихся мадьяр и Венгерская ассоциация национальной обороны, а также присоединявшиеся к ним местные жители, занимались массовыми расправами, грабежами, изнасилованиями и репрессиями против сторонников павшей республики, и в особенности — евреев. Жертвами «Белого террора» стали несколько тысяч человек, в том числе множество евреев, которые составили от 20 до 50 % всех жертв эпохи.
Движение было разобщено, однако наиболее активное и жестокое его подразделение возглавляли капитан Пал Пронаи, политик и офицер, известный антисемитскими и антисоциалистическими взглядами, Дьюла Остенбург-Моравек и Иван Хейяш с согласия и молчаливого одобрения диктатора адмирала Миклоша Хорти и католической церкви. После окончания периода террора Пронаи впал в немилость и был осуждён, хотя ответственность за «Белый террор» правительство возложило на первого премьер-министра нового режима Иштвана Фридриха, который долгое время считался «главным злодеем венгерской политической истории».

## Предыстория и предпосылки

### Евреи в Венгрии конца XIX — начала XX века

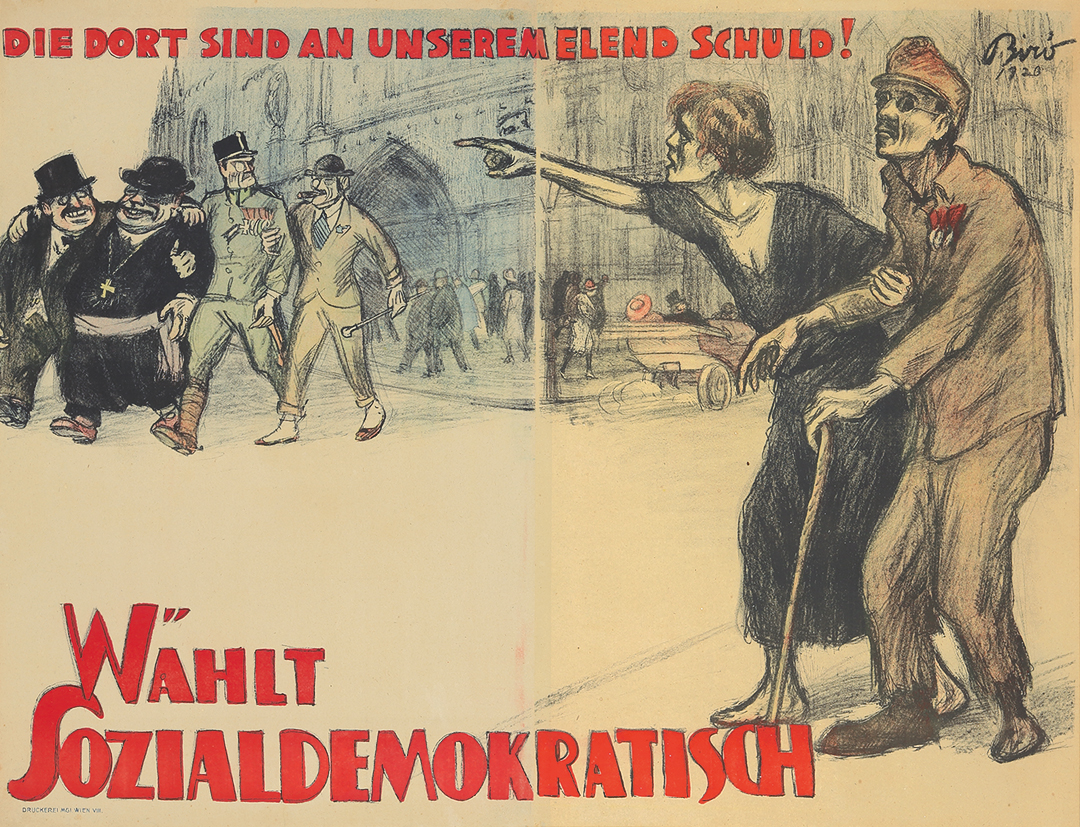
Плакат венгерского художника Биро, Михай (художник) в поддержку Социал-демократической партии Австрии, 1920 год. В период террора Биро эмигрировал в Австрию и посвятил террору альбом рисунков

Произошедшая в 1848—1849 года в Венгрии революция значительно изменила жизнь венгерских евреев, до этого бывших в значительной степени ограниченными в правах. Благодаря этому в страну хлынуло множество иудеев, в основном ортодоксальных из Восточной Европы, которых привлекало отсутствие государственного террора в их отношении и новые социально-экономические возможности. За поколение еврейское население Венгрии выросло более чем в полтора раза — с 350 до 542 тысяч человек. Следующее столетие жизни евреев в стране получило известность как «Золотой век венгерского еврейства», поскольку они массово расширяли своё присутствие в политических и экономических делах страны. Помимо традиционной для себя торговли представители этой национальности отныне массово занимались в стране банковским делом, производством и наращивали своё присутствие в других сферах экономической деятельности.

Доминирующие группы населения Австро-Венгрии в 1910 году. Карта Шеферд, Уильям Роберт

К 1910 году еврейское население Венгрии выросло до 900 тысяч человек, что составляло около 5 % от тогдашнего населения страны в целом. Правительство занимало прогрессивную позицию в их отношении и поощряло их деятельность, в основном благодаря экономической выгоде, которую она сулила и приносила. Однако оно же называло их не евреями, а «мадьярами иудейской веры», что позволяло в официальных отчётностях повысить процент венгерского населения страны до подавляющего большинства в 54 %, из-за чего шовинистическое правительство Венгрии проводило политику, позволяющую сохранить «представителям венгерской национальности», в том числе евреям, привилегированное отношение в обществе. Из-за этого последние доминировали и процветали. К началу Первой мировой войны евреи составляли значительную часть людей, занятых в наиболее прибыльных отраслях экономики. Так 60 процентов торговцев были «мадьярами иудейской веры». Помимо этого, евреями была половина врачей, 45 % юристов, 40 % журналистов и 25 % профессионально занятых в искусстве. При этом их не допускали к госслужбе, куда привлекали сыновей обедневших венгерских дворян.
Составляя около четверти населения столицы страны, Будапешта, евреи были почти половиной выборщиков города, поскольку право голоса в Венгрии на тот момент зависело от уровня социальной обеспеченности. Евреи были ярко выраженным средним классом в обществе. Это стало причиной недовольства со стороны части венгерских националистов: если «прогрессивные» националистические движения были согласны с текущим положением дел пока евреи приносили экономическое развитие стране в целом, то этнические и расовые националисты, возникшие относительно недавно, считали, что евреи ведут экономику к упадку, «разрушая», в частности, христианские устои страны, что негативно сказывается на её венгерском населении. Они же считали противоправным тот факт, что лишь пять процентов населения Венгрии владеет такой значительной частью её экономики. К тому же евреи получили около 20 % дворянских титулов в рамках симбиоза и договоров с истеблишментом страны и в знак признания со стороны правительства.
К 1895 году, несмотря на ряд антисемитских эпизодов, включая кровавый навет в Тисаэсларе, потрясший цивилизованный мир Европы, иудаизм стал официально признанной в стране религией вопреки мнению церкви и дворян. Эти события вызвали негативный отклик со стороны юдофобов, называвших события «еврейским заговором против традиционных ценностей». При этом большинство евреев, проживавших тогда в Австро-Венгрии, сами считали себя венгерскими националистами, из-за чего в стране не смог набрать популярность сионизм Теодора Герцля, несмотря на своё зарождение именно здесь.
До массового движения после начала Первой мировой войны сторонниками антисемитских воззрений были Католическая народная партия и присоединявшиеся к ней этнические меньшинства, в частности словаки, недовольные репрессивной машиной, союзной с семитами. Хотя евреи активно участвовали в Первой мировой войне и потеряли там около 10 тысяч человек, со временем всё больше населения страны считало их антипатриотами, уклонистами и спекулянтами. Особенно это мнение устаканилось в обществе в ходе массовой урбанизации. Евреи бежали из небольших деревень и сёл поблизости от границы, спасаясь от войны, в большие города, включая столицу, и были крайне чужды местному населению, усиливая националистические и антисемитские настроения.

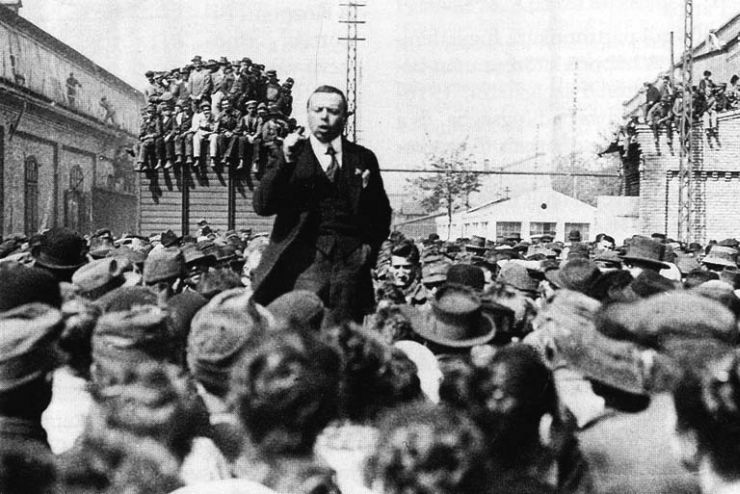
Бела Кун провозглашает Венгерскую Советскую Республику, 1919 год

Венгрия в войне потерпела сокрушительное поражение, потеряв две трети своей территории, 60 % довоенного населения, треть своих мадьярских жителей и огромное количество экономических активов и инфраструктуры. Несмотря на то, что число евреев сократилось более чем вдвое, их процент по сравнению с венгерским населением принципиально не изменился. Однако многие жившие в провинциях ортодоксальные евреи покинули страну, что увеличило число неологов, которые скептически относились к венгерскому национализму и отнесению себя к «мадьярам иудейской веры». Около половины еврейского населения страны теперь жило в столице. И поскольку это поражение лишило Венгрию существенной части территории, населённой представителями других, не еврейской и не венгерской, национальностей, процентное число этнических венгров выросло до примерно 90 % населения. Евреи теперь были крайним меньшинством и основными противниками этнических националистов.

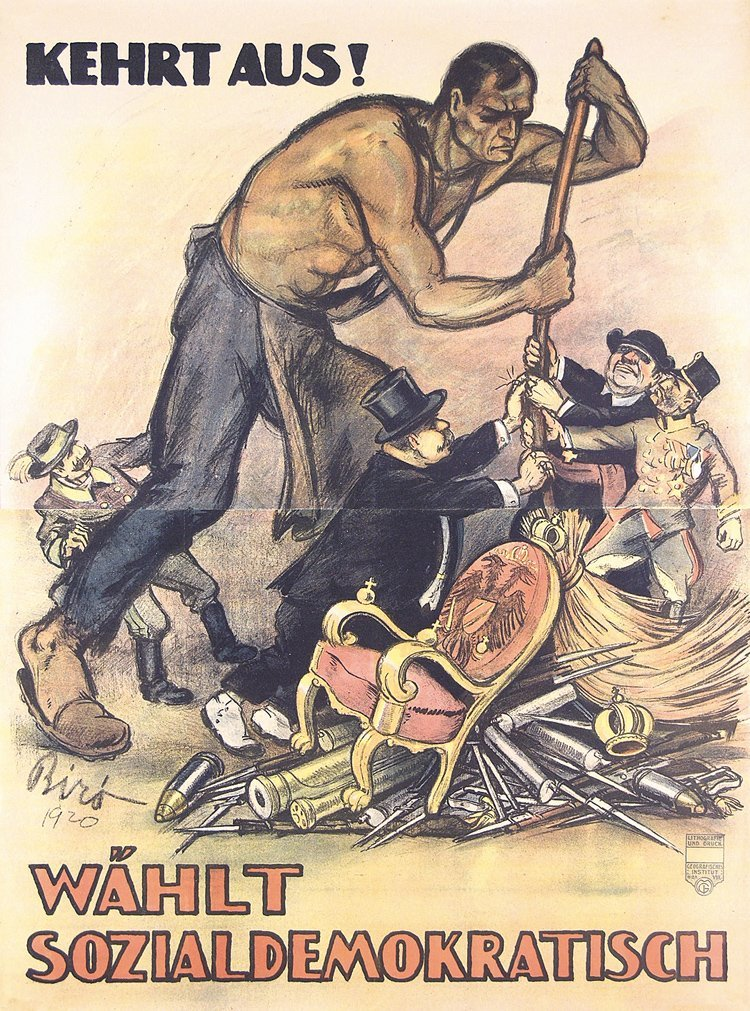
Плакат Михая Биро в поддержку Социал-демократической партии Австрии, 1920

Послевоенные события в стране привели к формированию нового правительства и укреплению ненависти к текущему. Изначально во главе стояла коалиция левоцентристов. Однако её правление принесло стране лишь разочарование, связанное с нестабильностью и оккупацией силами Антанты. Затем власть захватил Бела Кун, крайне левый коммунист еврейского происхождения. 21 марта 1919 года была основана Венгерская Советская Республика. В стране установилась диктатура пролетариата, и она изначально была привлекательным средством против демократии, которая за столь долгий промежуток времени утомила население страны. Однако мировая революция не состоялась, территориальные потери не были восстановлены, и режим, занимавшийся массовыми репрессиями против несогласных, потерял свою первоначальную популярность в народе. Когда румынская армия подошла к Будапешту, внутренний накал достиг пика.
1 августа умеренный политик Дьюла Пейдль встал во главе страны и основал демократическую коалицию, но репутация Социал-демократической партии, члены которой, за редким исключением, составили костяк правительства республики, на тот момент была уже окончательно подорвана. За короткий промежуток времени Пейдль сумел сделать всё для уничтожения собственного государства, ненависти со стороны обычного венгерского населения и прихода к власти контрреволюционеров: 2 августа он амнистировал всех, кого заключил за решётку режим Куна и начал массово арестовывать коммунистов. В тот же день были закрыты трибуналы и восстановлен гражданский суд, существовавший в Габсбургской монархии, в том числе Австро-Венгрии ещё до революции. Дома, забранные большевиками в общественное пользование, были приватизированы обратно, а для покрытия недостатка в бюджете правительство Пейдля повысило налоги на жильё, из-за чего тысячи венгров остались без крова. Красная армия распалась, и уже 4 августа румыны вошли в Будапешт без малейшего сопротивления противника. На следующий день правительство снизило зарплаты рабочим и служащим до уровня, который существовал до революции, а 6 августа передало промышленные предприятия обратно в частные руки и подготовило проект о восстановлении земельных наделов за частными лицами («кулаками»). Пейдль собирался передать власть новому «коалиционному» правительству, однако ему помешали революционеры.

### Переворот и приход к власти антисемитов
Одной из движущих сил контрреволюционного движения стала Венгерская ассоциация (венг. Magyar Társaság) во главе со служившим в ходе войны в медицинских подразделениях Венгерской армии стоматологом Андрашем Чиллери, крайним антисемитом. Она была основана в 1916 году для «защиты правительства от крайностей еврейства». В апреле 1919 года, после провозглашения Белой Куном Советской республики, руководство организации взяло для организации новое название, Ассоциация белого дома (венг. Fehérház Bajtársi Egyesület), в оппозицию «красному» революционному правительству. Они установили связь с Венгерской ассоциацией национальной обороны, ультраправой военизированной организацией. Помимо этого, членом «Белого дома» стал начальник полиции Будапешта. Лояльными организации были и некоторые политики и военные подразделения, дислоцированные близ столицы и непосредственно в ней. Вместе с генералом Ференцом Шнетцером и Якобом Блейером, Чиллери направился против Пейдля. Переговорщик Лайош Бек пытался помешать и решить вопрос о передаче законным путём, однако Чиллери отказался от любого диалога, заявив, что не хочет иметь с премьер-министром ничего общего, и осуществил переворот, первый в истории Венгрии. В организованном после переворота правительстве, возглавленном Иштваном Фридрихом в качестве первого премьер-министра новой Венгрии, Чиллери получил должность министра здравоохранения и социального обеспечения Венгрии.
Так как правительство Пейдля не пользовалось поддержкой населения, в столице с энтузиазмом встретили переворот. «Белый дом» действовал в соответствии с народными воззрениями и желаниями, и хотя будущее ещё не было определено, по падшему режиму никто из обычных венгров не скучал.

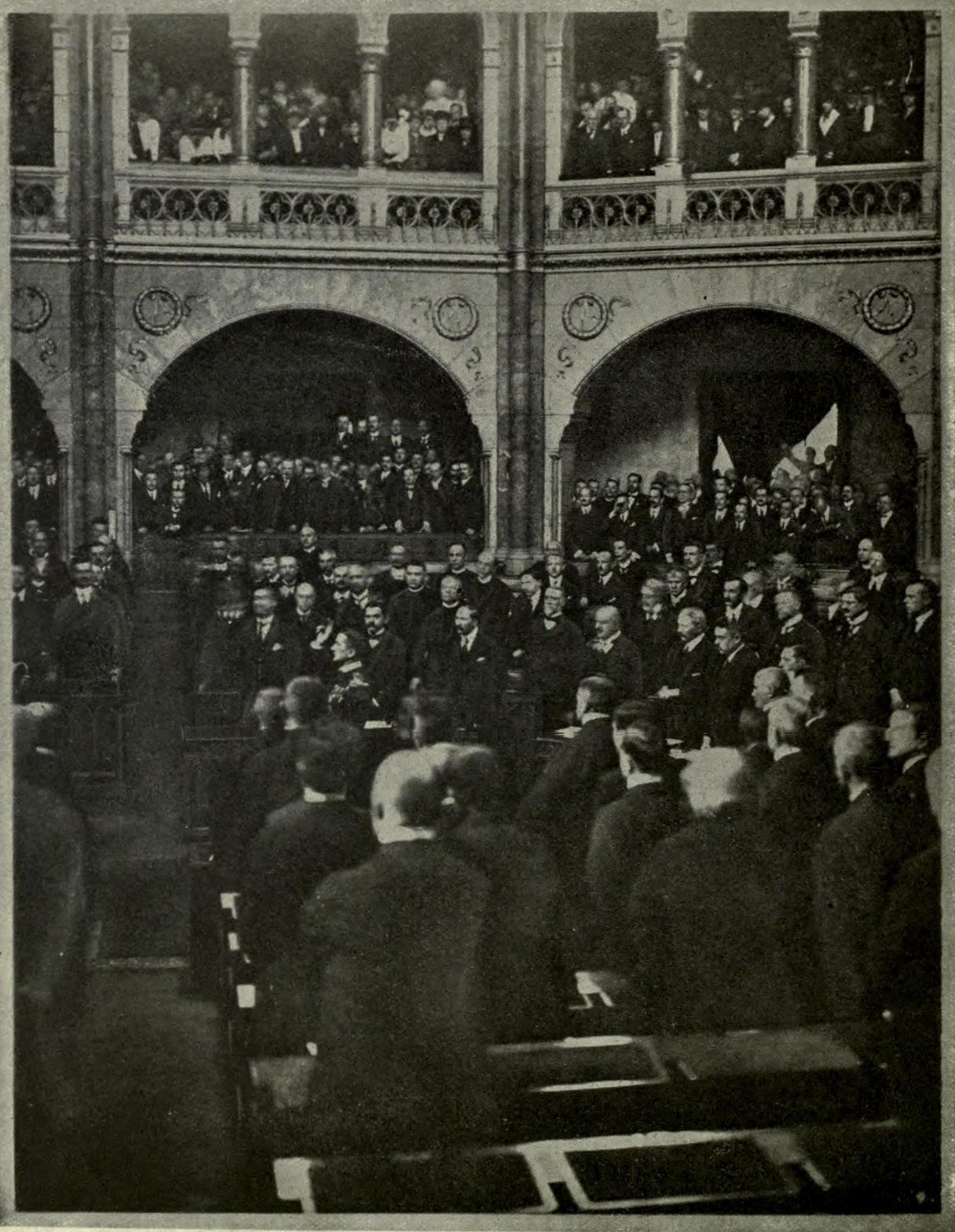
Адмирал Миклош Хорти провозглашается регентом Венгерского королевства. 1 марта 1920 года

Вскоре после провозглашения Венгерской Советской Республики в оккупированном французами и потому недоступном коммунистам Сегеде офицерами старой армии эпохи Габсбургов была создана Национальная армия, основной идеей которой была контрреволюция. Первоначально эта армия насчитывала три тысячи человек. Большинство из них вернулись из ссылки или дезертировали из армии республики после прихода к власти коммунистов. Позже армия выросла до 15 тысяч, а к началу 1920 года, то есть к разгару периода террора, достигла ста тысяч человек. К ней присоединился адмирал Миклош Хорти, и как старшего по званию его избрали лидером Национальной армии. Вооружённые силы практически целиком состояли из офицеров и обычных солдат старой армии, собранных ещё при Габсбургах и подверженных влиянию праворадикальной идеологии, которая стала известна как «Сегедская идея», в числе характерных черт которой — ультранационализм, авторитаризм, антибольшевизм и антисемитизм. Идея также включала в себя элементы реваншизма, и члены Национальной армии настаивали на необходимости вернуть потерянную территорию до решения внутренних проблем Венгрии.
С 14 по 16 ноября 1919 года армия адмирала Миклоша Хорти, как и он сам, вошла в Будапешт. Румынские вооружённые силы к этому моменту покинули город. Для Хорти Будапешт был совсем другой Венгрией, врагом, которого было необходимо отчитать, ведь тогда среди членов Национальной армии укрепилось мнение, что худшим решением для проигравших в войне будет скатывание в такой вот коммунистический режим. Контрреволюционеры в принципе рассматривали Советскую республику как «преступную организацию», а всех кто причастен, включая даже писавших доносы на зажиточных соседей дворников, — как преступников и сообщников преступного режима. Адмирал во многом резко высказался в сторону города и его жителей, назвав Будапешт не территорией-мучеником, а мерзостью скопившейся здесь нации. Его заявления содержали крайний антисемитский посыл. Он провозгласил эпоху контрреволюции и искупления для правых националистов, и она нашла отражение в обществе. Националистические идеи стали доминировать в общественной жизни.
Оскорбления, которыми Хорти покрыл Будапешт, по мнению историков, звучали не столько в сторону коммунистов и обычного населения города, сколько в первую очередь в сторону евреев. В ходе дальнейших нескольких месяцев союзники по Антанте оккупировали множество разорванных на части кусков венгерской территории, и попытки правительства лоббировать отказ победителей хотя бы от населённых венграми земель, которые стали отныне этническим меньшинством в других странах и были рассеянны, были безуспешны. По Трианонскому договору раздел Венгрии закрепился. В столицу прибывали не собиравшиеся мириться со статусом представителей национальных меньшинств венгры, которые не находили себе места и селились в вагонах, пока слишком большое для новой маленькой территории бюрократическое правительство пыталось справиться с навалившимися проблемами. Венгерское население Будапешта было в ярости, и целью этой ярости стали левые политики и в особенности евреи, составлявшие 20 % населения города и контролировавшие значительную часть его экономики в целом и банковского дела в частности. Новое правительство и народ начали преследование врагов режима, выродившееся в антисемитские погромы, известные как «Белый террор».

## Зарождение движения

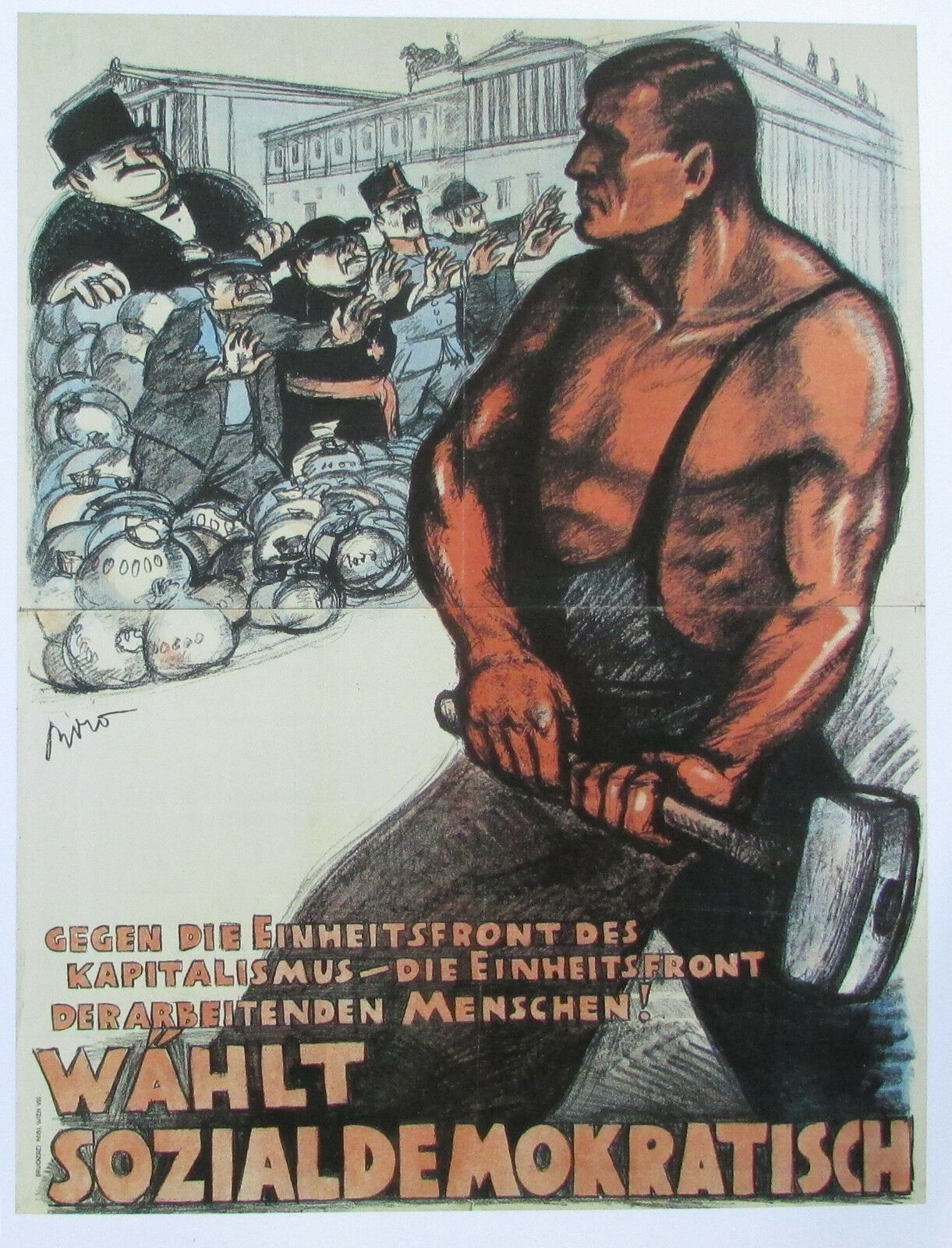
Антикапиталистический карикатурный плакат Михая Биро в поддержку Социал-демократической партии Австрии, 1920

«Отцом венгерского антисемитизма» и вдохновителем большинства праворадикальных движений принято считать Дёзё Иштоци, из христианско-социалистических взглядов было заимствовано очень многое. Его антисемитизм стал ответом на эмансипацию евреев. Иштоци преобразовал антисемитизм в Венгрии из периодически проявлявшейся в конкретных случаях нетерпимости в конкретную идеологию, суть которой была в коллективной ответственности евреев за любые проблемы и неудачи венгерского народа с центром в виде теории заговора о «международном еврействе».
23 ноября 1919 года Хорти сформировал «правительство концентрации». Страна стала королевством, однако это было «королевство без короля», и диктаторская власть Хорти ничем не была ограничена. Руководство в правительстве получила правая Объединённая христианско-национальная партия. Правительство продолжило террор, начатый ещё при входе в город, когда, по словам американского генерала Бэндхольца, было «проведено много арестов, но меньше, чем можно было ожидать». 4 декабря 1919 года на протестантской конференции представители трёх конфессий, призывая к единству в сложившихся условиях, заявили то же самое, но в более жестких по тону репликах, называя причиной поражения «разрушительную духовную» и антихристианскую кампанию предыдущего правительства и рассказывая о необходимости возрождении христианского единства и любви к родине у венгров. На собрании также присутствовал католик Иштван Халлер, министр по делам религии и образования Венгрии, который закрепил согласие Католической церкви со сказанным и обвинил евреев в том, что они во время раздела страны преследовали свои интересы, а не интересы нации. Он называл христианство причиной единства страны, а отказ от него в столице — причиной, по которой регионы отвернулись от Будапешта.
Сказанные Халлером слова в стиле «патриотического экуменизма». В газете «Новое поколение» (венг. Új Nemzedék), которую редактировал протестантский интеллектуал-националист Иштван Милотай и финансировала в качестве своего официального пресс-центра Католическая церковь Венгрии, посвятили поддержке конференции свою передовицу от 5 декабря и заявили, что каждый должен быть благодарен тем протестантам, что «протянули в благородном жесте руки католикам для строительства новой Венгрии». Именно вера в то, что именно евреи ослабили нацию, встав во главе коммунистической революции, и оставили её беззащитной перед многочисленными внешними врагами, стала тем консенсусом, вокруг которого смогли объединиться политики разных взглядов, вставшие у власти после падения Венгерской Советской Республики. Политики консервативного толка восприняли эту идею с особым энтузиазмом и превратили католическую Христианскую национальную партию в «партию власти». Венгерские религиозные деятели на последовавших за протестантской конференцией своих многочисленных собраниях провозглашали христианскую веру защитником национальной идеи, а в правительстве католические политики заняли важные должности. И хотя ещё несколько лет назад идеи о «еврейском подрыве духа и общества» были немыслимы в обществе кроме как среди правых радикалов, теперь они сплотили народ вокруг себя. В 1920 году в Национальной ассамблеи началось обсуждение и принятие антиеврейского закона numerus clausus, который изначально был задуман лишь для «разгрузки» переполненных вузов, но стал поводом для многочисленных публичных антисемитских высказываний и поддержкой Оттокара Прохаски, которого ещё два года назад массово критиковали за это же: за заявления о «проблеме Венгрии» из-за того, что евреи стали её частью и привели к антихристианизации общества. Они заявляли, что предпринимаемые меры не были антисемитскими, поскольку университеты были «мастерской гениев», а были лишь «расовой самообороной». Некоторые парламентарии тогда отказались от такой риторики и открыто поднимались, чтобы осудить заявления и предложенный законопроект, так как называли его контрлиберальным и недостойным сложившимся в Венгрии традициям. Сандор Гиешвейн, лидер «прогрессивного крыла» до войны и католический прелат, не возражая против закона в целом, публично спрашивал, является ли столь открыто дискриминационная мера единственным выходом. В дальнейшем он всё же проголосовал против. Гиешвейн при этом утверждал, что у евреев было больше доступа к обучению, и хорошей бы целью было достижение такого для всех, а не ущемление для некоторых. Кальвинист Балтазар Дежё осудил как сам закон, так и накапливавшийся в стране антисеметизм, утверждая, что все «грехи» евреев такие же, как и у венгров, и что они не связаны связаны с иудаизмом и антихристианством, а также утверждал, что преследование евреев идёт против заданных таким же евреем Иисусом традиций. Однако такие противоречия были единичными и не заглушили общий настрой, когда, по выражению Антала Серба, «религия и национализм стали фактически обязательными». В «авангарде поддержки закона» выступил сам Прохаска. Несмотря на противостояние некоторых отдельных личностей, закон был принят 22 сентября 1920 года и стал первым выражено антисемитским законом в послевоенной Европе.
В 1920 году венгерский историк и антилиберальный публицист в изгнании Дьюла Секфю опубликовал книгу под названием «Три поколения» (венг. Három nemzedék. Egy hanyatló kor története), ставшую одной из самых влиятельных работ в Венгрии межвоенного периода. Он винил в произошедшем разделе либеральное прошлое Венгрии, которое, по его мнению, было чуждо её традициям. Отныне в Венгрии, по его мнению, должна была настать эпоха «национального обновления», в ходе которого следовало отказаться от либерализма, который «соблазнил» венгерское дворянство в союзе с евреями узурпировать у венгерского народа экономическое и культурное единство и лидерство. Одной из главных причин упадка он назвал антинациональный «еврейский дух» и предложил, что Венгрия должна избавиться не только от коммунизма, но и от «породившего его либерализма». Этот анализ, хоть и написанный в публицистско-эссеистском ключе, был научным результатом его многолетних измышлений на тему истории страны. Либералы осудили работу, однако в целом она соответствовала мнению многих других жителей страны.

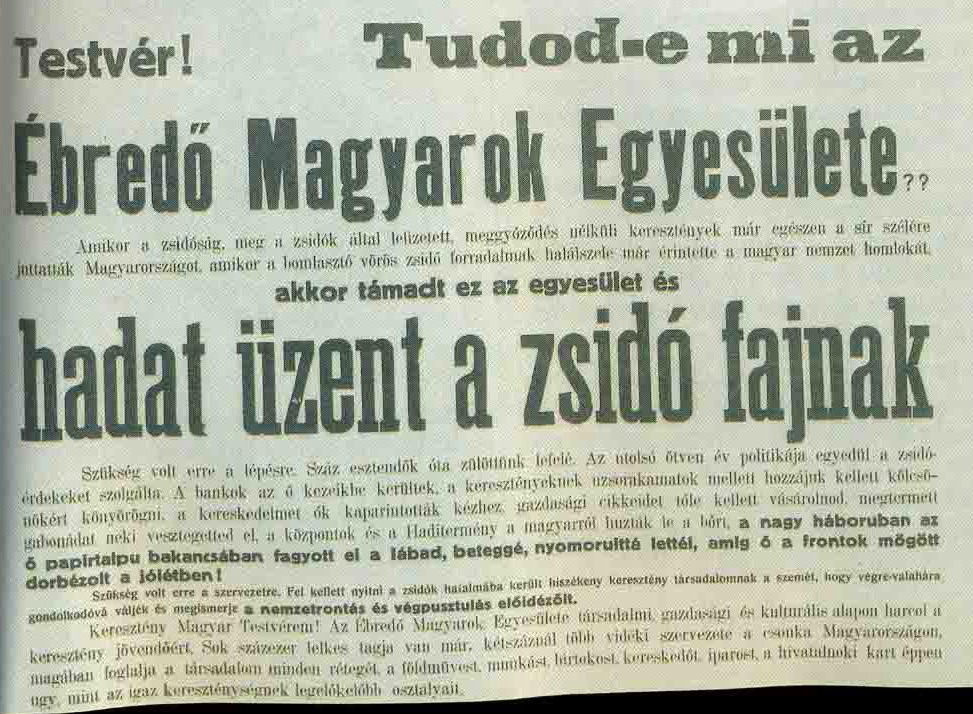
Одна из распространявшихся организацией Ассоциация пробуждающихся мадьяр листовок

Консенсус между обществом, церковью и политикой превратил Венгрию в христианскую страну, однако на тот момент ещё оставалось неясным, что означает «обеспечение доминирования христианства в повседневной жизни» помимо закона numerus clausus: один или два антиеврейских закона при формальной риторике от высших классов или что-то большее и жёсткое. Некоторые жители страны расценили это как обещание правительства льгот и привилегий всем, кто не был евреями. Другие же считали её ещё более метафизической, представляя, что должна произойти существенная трансформация общества, которая восстановит «моральную добродетель» и исторические границы нации. Ещё когда заканчивалась война многие деятели настаивали на том, что идея состоит в вооружении нации против «другой Венгрии» ради её выживания. Во главе встали правые политики, считавшие, что настала пора «искупления» и «очищения нации от врагов». Многие офицеры самопровозглашённой «Национальной армии» адмирала Хорти состояли в таких националистических контрреволюционных движениях и обществах. Запрещённые Куном они возродились после падения Венгерской Народной Республики. Со временем в состав группы Хорти вошли беженцы, в особенности военные и специалисты среднего класса, которые видели в нём надежду на восстановление своих привилегий и образа жизни, потерянного из-за войны. Некоторые клубы руководились политиками, с которыми офицеры не могли успешно конкурировать. Однако возглавленные людьми Хорти группировки стали фактически экстремистскими террористическими организациями, крупнейшими из которых были Ассоциация пробуждающихся мадьяр (венг. Ébredő Magyarok Egyesülete, EME) и Венгерская ассоциация национальной обороны (венг. Magyar Országos Véderő Egyesület, MOVE), провозгласившие «возрождение христианской Венгрии» после падения режима Куна. Сразу после создания EME, её члены опубликовали брошюру, в которой описали свои цели как «восстановление господства чистой христианской морали и национального чувства по всей стране и искоренение тех разрушительных доктрин, которые распространялись евреями и которые уже заразили христианское население Венгрии». Они считали, что главный урон движению «христианскому духу» нанесли коммунистические революции и породившие их «еврейский дух», который «должен был быть выброшен из страны любой ценой».
Термин «христианин» воспринимался среди подобных националистических террористических групп как исключающий евреев в принципе. Они называли себя «защитниками венгерской расы». Впрочем, как в светской, так и в религиозной дискуссии люди значительно расходились по вопросу отношения к венграм как к расе, народу или объединённым лишь по географическому положению людям. Оттокар Прохаска сначала объявил антисемитизм «расовой самообороной», но затем молчаливо признал, что проблемы Венгрии могут быть лишены путём ассимиляции евреев, которая «была недостаточной». При этом он даже не считал свою позицию антисемитской, называя её «национальным охранительством» и «хунгаризмом», однако не принимал идеи «расового антисемитизма».
Радикалы нашли в своей идее «расовой самообороны» союзников среди радикальных антисемитских движений по всей Европе. В частности, в одной из статей своей газеты EME сообщала о «христианско-чистой политике» в Веймарской Германии. Конрад Вайс, её автор, восхищался этой политикой, впрочем, не умеренной католической Партией христианского центра, а такими группами, как «Немецкий народный союз обороны и наступления», который был частью расистского и антисемитского «Народного движения» («фёлькише»). Признавая различия в контексте, он писал, что именно «фёлькише» будет лучшим ориентиром для зарождающегося национально-христианского движения. Военные Хорти, бывшие членами в таких движениях как EME, разделяли взгляды немецких коллег по национализму, что новая битва с «врагом нации» будет абсолютной. В памфлетах появлялись такие слова как «заражение» и «истребление», и никто из консервативных сторонников движения, в основном представителей дворянства, которым было крайне выгодно сохранение старой иерархии, не считал их случайными. На молодых военных существенно повлияла служба в армии, и они подразумевали под «христианской Венгрией» нечто больше, чем просто консервативное государство со старыми устоями. Они рассматривали свою контрреволюцию как вооружённую борьбу за «очищение» с «коммунизмом и образовавшим его еврейским духом». Получаемые офицерами на местах указания часто содержали пометки о необходимости «национального очищения». Например, бывший тогда полковником Антал Лехар вспоминал, как получал приказы «очистить область от красных», причём «тихо», что, в конечном счёте, стало призывом вести войну против «врагов нации» на уничтожение.

## Группы, участвовавшие в терроре. Влияние религии и церкви

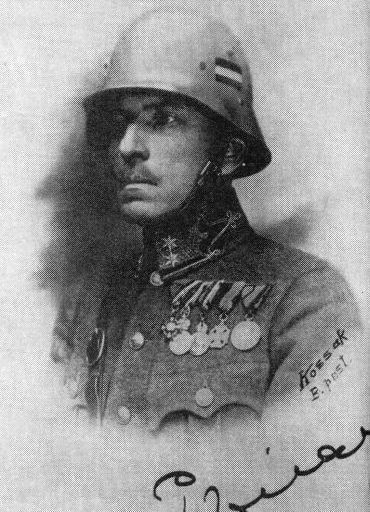
Капитан Пал Пронаи, лидер террористической группы в составе Национальной армии, осуществлявшей наиболее чудовищные расправы

Праворадикальные группы не образовывали единой силы и действовали параллельно друг другу. Все офицеры Национальной армии были уверены, что «международное еврейство» навязало венгерской нации, ослабленной войной, этот большевистский режим. Ещё когда их влияние было ограничено Сегедом, оккупированном Францией и потому недоступным режиму Куна, бойцы этой армии терроризировали местное население, подозреваемое в «жидобольшевизме». Центром допросов руководил капитан Пал Пронаи. Многих из приводимых к нему коммунистов и евреев больше никто не видел живыми. После падения Венгерской Народной Республики офицеры Национальной армии стали играть видную роль в политической жизни. Они были «ядром» экстремистской Венгерской ассоциации национальной обороны. Пал Пронаи даже утверждал, что является дальним родственником Хорти и входил в состав группы под названием «12 капитанов», которая пользовалась особой благосклонностью диктатора. Трое офицеров под командованием Пронаи были родственниками влиятельных политиков. Элита отряда разговаривала на немецком языке, выучив его в системе высшего школьного образования Венгрии. Большинство вступивших в группу солдат были обычными простолюдинами. 30 офицеров и вовсе разговаривали на двух или более иностранных языках, но при этом владение славянскими языками среди членов офицерского состава преимущественно оставляло желать лучшего.
Офицеры из Сегеда не были единственными военизированными группами, провозгласившими «эпоху искупления» посреди послевоенного хаоса и контрреволюции. В битве с «еврейским духом» и «жидобольшевизмом» к светским группам присоединились и служащие католической церкви, в том числе епископ Прохаска, идеи которого ранее активно цитировали националисты и правые политики в парламенте, а также различные национально-христианские политические партии, которые стали «задавать тон» после контрреволюции. Они представляли битву с евреями и коммунистами как апокалиптическую битву добра со злом за общее будущее нации. Когда в стране ещё проходили дебаты между сторонниками и противниками вводимого антиеврейского законодательства, Прохаска обвинил сомневающихся в необходимости их введения в подрыве христианско-национального курса, в котором «так нуждалась Венгрия». Он назвал либералов малодушными и с откровенным презрением сказал, что когда они с недовольством и тревогой смотрели на «военизированное бедствие» (венг. Tatárjárás; дословно — «Татарское нашествие») и на «тайные военные диктатуры», то ни разу так и не поинтересовались о причинах происходившего. А причина, по словам Прохаски, была во всё доминирующем в общественной жизни «еврейском духе». Он настаивал на необходимости искоренения этой причины, хоть и утверждал, что тоже находится в беспокойном отношении за чужое имущество и «осуждении насилия». По его мнению, для спасения нации нужно было не верховенство закона, а обеспечение безопасности христианских венгров.
Схожую с Прохаской морально-риторическую поддержку в «крестовом походе против большевизма» солдатам оказывали и другие католические священники. Так францисканец Иштван Задравец присоединился к силам Национальной армии ещё в Сегеде, когда в Венгрии ещё стоял режим Куна. Он проявил особую ревностность в отношении происходящего, и, служа фактическим неофициальным военным капелланом, служил официальную мессу и выражал божественное благословение их знамёнам. После захвата Будапешта Задравец получил свою должность официально и занимал её до 1927 года, будучи крайне преданным контрреволюционным идеям и отрядам сегедской армии. Другие служители церкви также выразили официальную поддержку действиям, когда они уже перенеслись к западу от Дуная, где не было и не могло быть никаких бывших членов советского правительства. Как миряне, так и религиозные лидеры региона присоединились к походу, призывая к усилению антисемитского законодательства с целью окончательного изгнания евреев с позиций, которые они занимали к началу Первой мировой войны. Впрочем, католики представляли себе «возрождение нации» в совсем ином свете. Даже Прохаска, критикуя «еврейский заговор» в своих дневниках той эпохи, писал, что основой будущего общества должно стать не вооружённое правление, а «главенство порядка и Католической церкви», для чего признавалось необходимым возвращение венгерского населения к «традиционным христианским ценностям». По его словам, грамотное религиозно-христианское воспитание в религиозных школах для молодёжи сбережёт их от возможного следования социалистическим идеям, включая «жидобольшевизм». Успех контрреволюции и её закрепление в общественных умах, по мнению Прохаски, зависели от того, сможет ли Католическая церковь занять главенствующее положение в «реставрации» и «вдохновить нацию». Другие же католические лидеры, вопреки сложившемуся ранее консенсусу между христианскими религиозными церквями, прямо заявляли, что только их церковь может решать, что «истинно христианское в христианской Венгрии», называя себя «сильнейшим бастионом» новой Венгрии. Сам Прохаска был более настроен на диалог, однако исключительно с позиции превосходства.
Они высказывались в крайне антилевом и антилиберальном ключе. По аналогии с Лёринцем Шлаухом за поколение до «Белого террора», католические лидеры заявляли, что представления либерализма о «правах и равенстве» основаны только на философии и не могут быть основой морально устойчивого общества, в связи с чем являются врагом церкви. Это сделало движение отчётливо антилиберальным и консервативно-религиозным. Светских и религиозных лидеров объединяло желание организовать крайне антисемитское законодательство для обеспечения единства и защиты остального населения, которое практически целиком отныне состояло именно из христиан-венгров. Епископы, в первую очередь Прохаска, массово обвиняли евреев в «дехристианизации Венгрии». Последний также утверждал, что цель коммунистической революции была в первую очередь в разрушении древних традиций и христианского устоя страны, и для успеха контрреволюции требовалось отклонить навязанные либерализмом и коммунизмом ценности. Католические лидеры Венгрии рассматривали зарождающийся «Белый террор» как последнюю эпоху Контрреформации, основным врагом которой были бы уже не протестантизм, а иудаизм и революционные идеи. В связи с этим новое религиозное общество становилось крайне воинственным и готовым защищать «великую христианскую Венгрию» под именем Бога. Венгерское духовенство заявляло о желании восстановить Венгрию после контрреволюции как «Королевство Марии», которым оно было в Средневековье. Образ Богородицы также напоминал об эпохе Контрреформации — за три столетия до «Белого террора» его использовали прибывшие в страну для борьбы с протестантами иезуиты. Венгерское подразделение Иезуитского ордена получило особую значимость после контрреволюции, организовав для католической паствы несколько десятков новых конгрегаций имени Богородицы. Представители иезуитов, в частности Бела Банга, при этом опасались, что христианская церковь не найдёт достаточно последователей среди националистов, и их религиозный национализм «затеряется в среде других, явно светских призывов». Под его руководством католики организовывали свою прессу, призывавшую к религиозному национализму. Банга также опасался, что откровенный национализм может перерасти в явное насилие, поэтому был сторонником «умеренного антисемитизма»: по его словам, «антисемитизм должен [был] использоваться в энергичном, но по-настоящему утонченном, умелом и джентльменском тоне». Поэтому содержание прессы, по его мнению, не могло быть просто «очерняющем евреев», а арест и убийство с осуждением «преступников» была бы наименьшей из забот, в отличие от замены еврейских и либеральных идей на исконно христианские «традиционные ценности». Иезуиты также предлагали отделить расовый антисемитизм от религиозного, считая, что единство венгров не в «общей расе», отличной от еврейской, а в высоком культурно-моральном единстве. По этой же причине Банга осуждал явное антиеврейское насилие, поскольку, по его мнению, «нет большего несчастья для католического мира, чем массовая резня евреев». Однако он же при этом выступал за резкую цензуру прессы, утверждая, что либеральные, преимущественно еврейские средства массовой информации «ежедневно дозированно вливает медленный яд в кровь миллионов христиан». Его заявления о прессе не были единственными: многие публицисты и журналисты националистической направленности говорили о том, что главная проблема Венгрии кроется в том, что журналисты-евреи были основными во всех сферах национальной печати. В парламенте также поддерживали эту риторику, системно называя семитских интеллектуалов «оккупантами», заполонившими литературу, театр и все прочие элементы общества. Происхождение и национальная идентичность журналистов была основным предметом обсуждения в эпоху Хорти.
Успех иезуитско-католических движений был невелик, однако они привлекли внимание протестантов, которые осуждали столь воинствующие намерения католицизма. Так лютеране в лице своего лидера Сандора Раффая хотели назвать новую Венгрию «Царством Христа», а не Марии, что позволяло бы продолжать сотрудничество между церквями, о котором было заявлено ранее, поскольку предложенный католиками вариант больше напоминал об эпохе религиозный борьбы и преследований одними христианами других на почве религиозной нетерпимости.
Помимо основной Национальной армии, действовавшей на федеральном уровне, в расправах участвовали так называемые «гражданские гвардии», нападавшие на евреев и занимавшиеся террором на местном уровне, на котором они и формировались. В частности в состав последних входили две студенческие гвардии из Будапештского университета и Будапештского технического университета, которые в основном «восстанавливали порядок в столице», хотя иногда и действовали в качестве штрейкбрехеров в помощь Национальной армии. Эти гражданские гвардии, по данным полицейских отчётов, массово похищали евреев в Будапеште, содержа их на военных базах и в гостиницах. Также они осуществляли разбойные нападения на коммерческие точки, которые принадлежали или массово посещались еврейскими гражданами. Полиция обычно прибывала на места нападений слишком поздно и проводила лишь несколько небольших задержаний рядовых членов гвардий по горячим следам. Основные же силы подобных группировок скрывались и в дальнейшем не разыскивались, продолжая антиеврейские нападения по всему городу.

## Террор
Рука судьбы также схватит венгерское еврейство. И чем позже это произойдет и чем сильнее станет это еврейство, тем более жёстким и тяжёлым будет удар, тем с большей жестокостью он будет нанесён. Спасения нет.
Офицеры Национальной армии состояли членами Национального собрания или различных тайных обществ, помогая формировать антикоммунистическую и антисемитскую политику режима. В частности, из-за их влияния появились центры интернирования, концлагеря для политических заключённых, где подозреваемых могли содержать сколь угодно длительный срок без формального предъявления обвинения, что, по словам руководства, принявшего соответствующий закон об их создании, позволяло гарантировать, «что коммунистическое правление, которое радикально потрясло основы венгерской нации и поставило страну на грань краха в моральном, культурном и особенно экономическом плане, никогда больше не вернётся». Этот закон, именуемый Декретом о терроре, был издан во времена правительства Иштвана Фридриха 19 августа 1919 года, и он существенно облегчил процедуру преследования и заключения сторонников социалистического режима. В отличие от коммунистов, которые скептически относились к тюремным учреждениям и возможности «перевоспитания преступников», контрреволюционеры ценили эту систему и расширяли её значимость, распределяя всех, кого считали «подозрительными элементами». Согласно этому закону каждому действовавшему от имени правительства «белому» отряду предписывалось направляться в путь с «духовником, врачом и палачом». В восстановлении отрядов жандармерии венграм помогли страны Антанты, представители которых отдельно отмечали, что до войны в Австро-Венгрии она славилась как лучшая сила в Европе, а теперь ей предстоит это подтвердить в ходе «добросовестной защиты законного порядка». На пике «развития» в лагерях содержалось около 70 тысяч человек, 27 из которых официально предстали перед судом. Многие из них подвергались пыткам, которые только усилились после передачи власти над тюрьмами людям Пронаи и Хорти, а больницы пенитенциарных заведений были заполнены теми, кого они искалечили. До ста тысяч человек покинули Венгрию в поискал лучшей жизни, спасаясь от террора. Системой руководил Дьюла Гёмбёш, один из военных Хорти и «восходящая звезда» венгерской политики межвоенного периода. Сфабрикованные дела рассматривались судами массово и не в пользу обвиняемых.

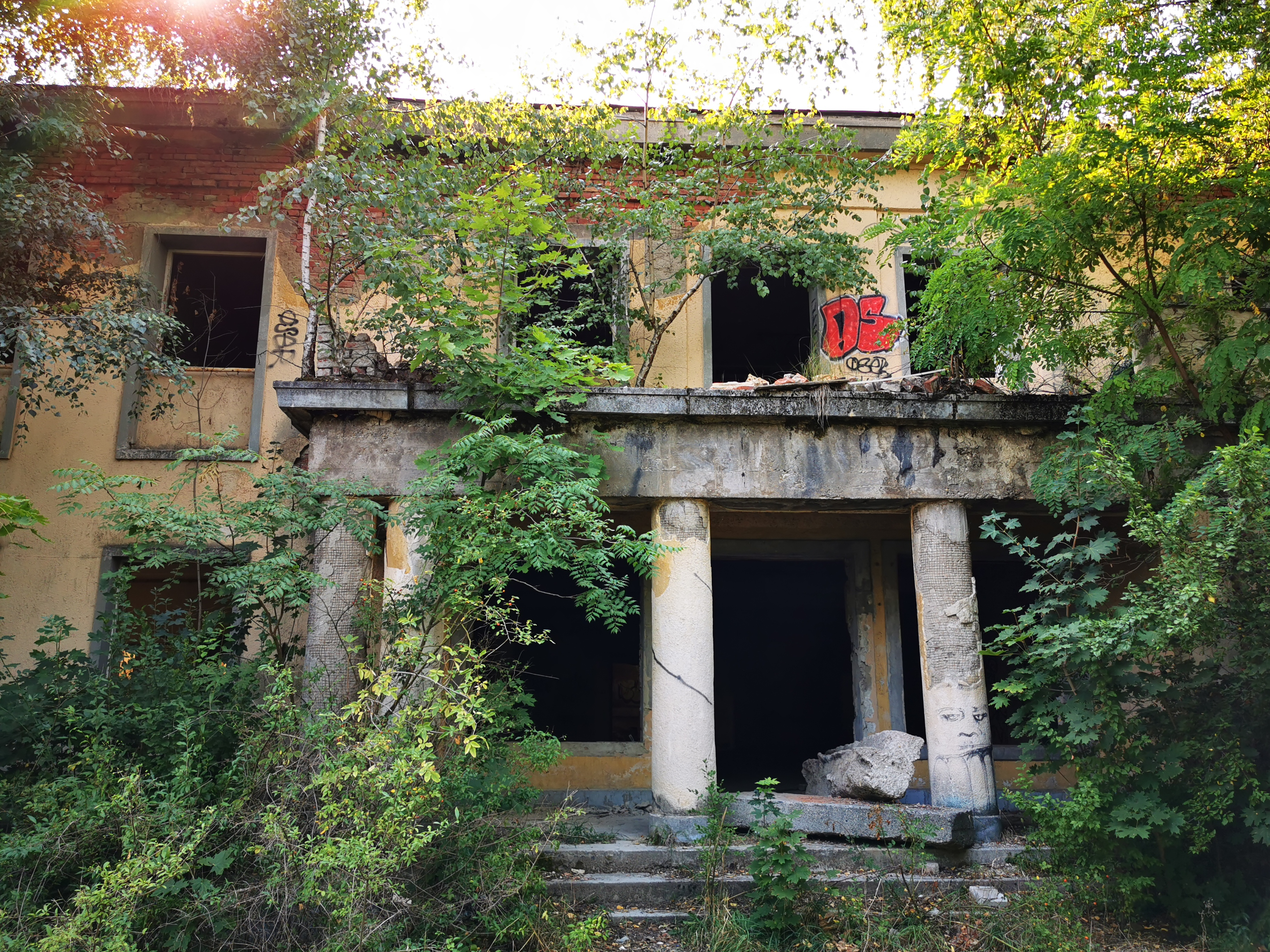
Военная база Бёргёнд в 5,5—6 км от Секешфехервара. На подобных базах содержались заключённые режима в ожидании суда

Обвинявшиеся в преступлениях политического характера люди представали перед судами упрощённого делопроизводства, так называемыми «специальными советами» (венг. külön tanácsok), действовавшими по принципу военных трибуналов, а не гражданских судов. Многие служащие нового режима при этом признавали, что с Декретом о терроре правительство зашло слишком далеко, однако ничего не предпринимали, опасаясь общественной реакции, особенно со стороны жертв «Красного террора». В первые месяцы террора были арестованы тысячи людей, настолько много, что у судов не было ресурсов для преследования и раскрытия обычных, не политических преступлений. Когда Иштван Фридрих ушёл в отставку, 4 декабря 1919 года новое правительство Кароя Хусара отменило специальные советы и приказало выпустить ряд заключённых, отправленных за решётку по надуманным обвинениям, разрешило адвокатов и запретило казни по решению любых органов кроме Верховного суда. Однако уже 23 декабря пошли слухи о готовящемся «коммунистическом перевороте», в связи с чем был издан новый декрет, давший возможность ареста любых подозреваемых сторонников идей коммунизма. Ровно неделю спустя новый закон уточнил категории арестовываемых и предъявляемых им обвинений. Людей арестовывали по самым нелепым и надуманным поводам: так, одну старушку задержали исключительно за то, что она назвала случайно толкнувшего её унтер-офицера «тупым сержантом»; женщину-библиотекаря — за выступление в поддержку свободной любви во время коммунистического режима; также была задержана слуга за предложение постирать национальный флаг перед вывешиванием. Большинство арестов было произведено военными не в одиночку, а по доносам обычных граждан: для их привлечения использовались листовки и объявления, размещавшиеся в средствах массовой информации. Для контроля за обстановкой режим пытался создать свою сеть шпионов и осведомителей, какие были в Будапеште во времена «Красного террора». Среди привлечённых на такую службу были дворники, которых обязали вести учёт политической деятельности владельцев и арендаторов недвижимости, а также проводить агитационную кампанию. Из-за этих мер здания полиции были завалены доносами, большинство из которых были ложными: торговцы доносили на конкурентов, брошенные супруги и девушки доносили на мужей и парней, а молодые клерки обвиняли начальство, с которыми поссорились или места которых хотели бы занять. Из-за количества доносов полиция не занималась расследованиями. Изредка доносы игнорировались, но обычно подозреваемые арестовывались без предварительного следствия.
В общем случае задерживаемых по подозрению в деятельности в поддержку павшего режима изначально привозили в полицейский участок или штаб-квартиру терроризирующего движения для допроса. Некоторые из них стали известны как пыточные, в особенности те, что располагались в преимущественно еврейских районах Будапешта. В сёлах же допрос проводился в самом муниципальном здании или в участке, где собирались местные жандармы. Изредка на допросы привлекали свидетелей, в частности священников и представителей зажиточных семей. После допроса их переводили в тюрьмы или на военные базы, где заключённых содержали в казармах. Режим не строил новых учреждений, поскольку ему вполне хватало построек эпохи империи. Хотя официальное законодательство давало возможность содержать под стражей не более двух суток, задержанные нередко держались в местах заключения дольше, иногда и неделями. Им не давали возможности связаться с родственниками и адвокатами. После этого люди распределялись по двум направлениям: тем, кому больше везло, предъявлялись обвинения в мелких преступлениях или не предъявлялось обвинений вовсе, после чего они размещались в тюрьмах общего («минимального») режима и вскоре могли рассчитывать на освобождение. Остальные, кому предъявлялись обвинения в «революционной деятельности» и других преступлениях политического характера, в течение месяца содержались в тюрьмах в ожидании суда или отправлялись в концлагеря для интернированных. Задержанных нередко помещали в подвалы и номера больших гостиниц, где офицеры обращались с ними на уровне римлян с Homo sacer, не стесняя себя формальным соблюдением законодательства. Ещё более жестокими были условия заключения в военных тюрьмах, особенно в той, что стояла на бульваре Маргит, которую батальон Пала Пронаи взял под контроль сразу после того, как Национальная армия вошла в Будапешт. Зимой 1919—1920 годов его люди практиковали здесь самые жестокие и бесчеловечные пытки и издевательства. Впрочем, не лучше были и некоторые другие места заключения, например военная база на станции Келенфёльд. Особой жестокостью отличалось обращение с еврейскими заключёнными, на которых презумпция невиновности де-факто не распространялась.

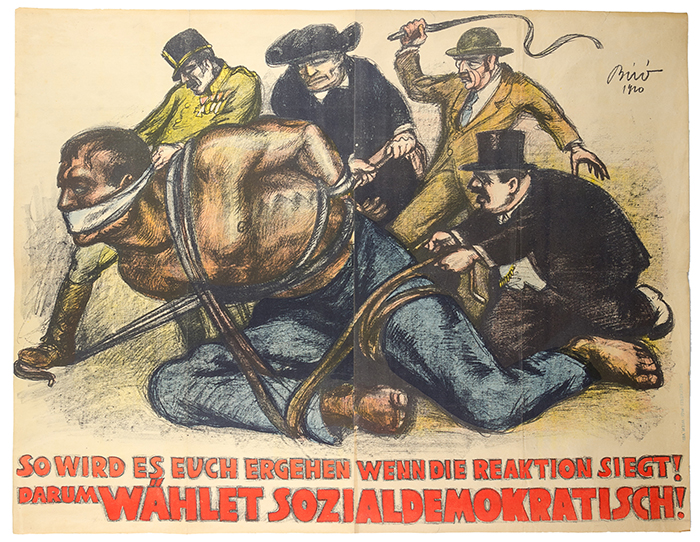
Вот что с вами произойдёт при победе реакционеров. Плакат Михая Биро в поддержку Социал-демократической партии Австрии, 1920

Многие смерти «Белого террора» произошли именно в пенитенциарных учреждениях из-за царящего в стране хаоса и обуявшего заключённых чувства мести. Одновременно с заключениями из страны массово высылали иностранных граждан. Их называли угрозой национальному порядку, а их деятельность — «наносящей ущерб экономической жизни». Этими же словами полиция описывала и евреев с коммунистами: многих еврейских беженцев из Галиции и Восточной Европы также депортировали из страны.
После Пал Пронаи предложил Хорти развернуть армию в сельской местности и «перенести туда контрреволюцию». После его молчаливого согласия отряды стали медленно продвигаться по территории между Сегедом и Будапештом, обыскивая населённые пункты на предмет наличия там коммунистов и сторонников революции и, в особенности, евреев, массово подозреваемых в симпатиях к коммунизму. В ряде случаев крестьяне, выступавшие в революцию против дворян, публично линчевались как «агенты еврейского террора». Так, по словам самого Пала Пронаи, в Шимонторнье капитан Йозеф Ради сообщил ему о множестве «врагов режима», которые были коммунистами во времена Венгерской Народной Республики. Эти люди были окружены и повешены на акации, которая находилась рядом. По словам Пронаи, среди них было «много евреев и террористов». Такие казни были традиционными для всех, кто попадался на пути у патруля. Казни были публичными линчеваниями, перед ними солдаты собирали жителей деревень и пропагандировали им о несправедливостях и лишениях со стороны «жидобольшевиков», подстрекая к насилию.

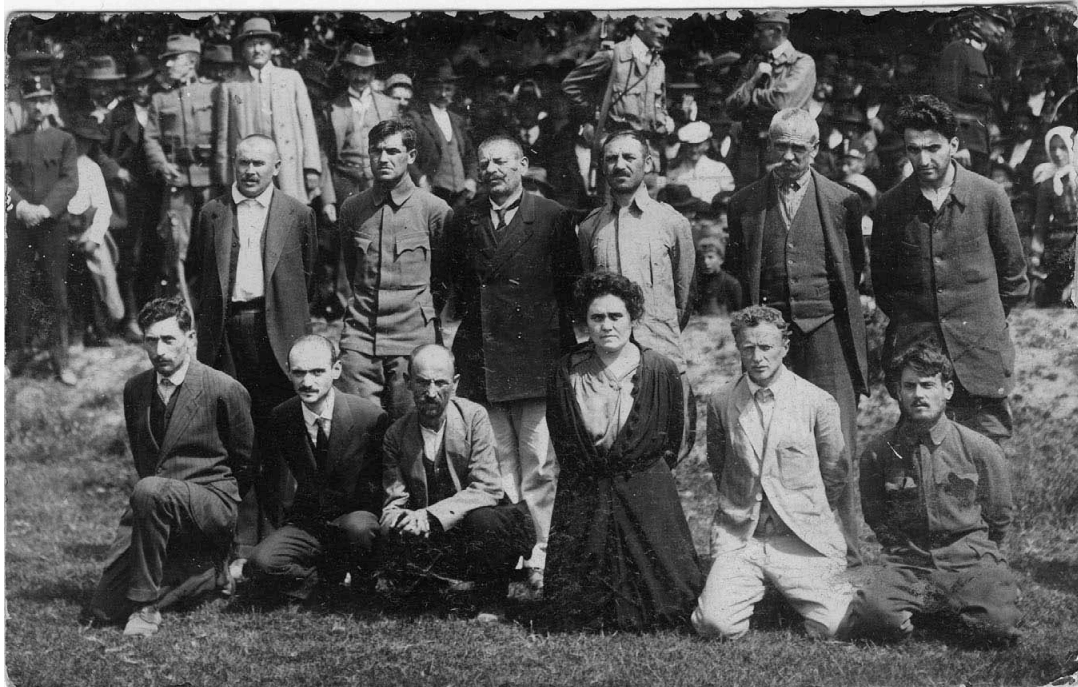
Политические заключённые из Трансданубии, члены директориума Сексарда, незадолго до казни

Из многочисленных сообщений местных жителей, по словам профессора истории и иудаики Ратгерского университета и исследователя национализма Пола Ханебринка, понятно, что в 1919—1920 годах евреев часто выбирали в качестве жертв просто потому, что они были евреями вне зависимости от их реальных политических взглядов. Нападения и выбор жертв были преимущественно произвольны, хотя иногда местные лидеры консервативных групп использовали экстремистов для сведения счётов со своими политическими соперниками. Командиры группы утверждали, что начальники знали о зверствах и молчаливо их одобряли. Несмотря на это, существовало внутреннее и международное давление, которое на тот момент не давало возможности перерасти преследованиям в массовый геноцид. В частности, гуманитарные группы из других стран собрали подробные отчёты о зверствах, передав их правительству Венгрии и стран Запада. Ещё более важным фактором было и то, что страны-победительницы были сторонниками восстановления верховенства закона на оставшейся за Венгрией территории. Группы, действовавшие в открытую, вскоре перешли в подполье, но продолжали террор.
Действовавшие же к западу от Дуная группы были более свободны, и выбирали евреев в качестве жертв уже не заботясь о представлении их как сторонников коммунистического режима. Так, в одном из отчётов утверждалось, что группы Антала Легара убили всех евреев в деревне Дисел. Утром 9 сентября 1919 года в деревню пришли новости о погромах в соседних населённых пунктах, в частности в курорте Тапольца. Местный староста, пытаясь уберечь общину, попросил её членов временно покинуть населённый пункт, однако евреи остались, опасаясь разорения домов. Глава деревни же отправился в Тапольцу, чтобы разузнать подробности и последствия террора. К моменту возвращения к девяти часам вечера погром уже шёл. Услышав выстрелы, староста раздал оружие местному полицейскому ополчению из гражданского населения так как обычных полицейских в деревне не проживало. Командир ополченцев заявил, что сделает всё, чтобы сдержать порядок, однако не выполнил своё обещание: будучи «вооружёнными до зубов», его люди де-факто встали во главе нападавших. Нападения и насилие продолжались более шести часов, завершившись около полуночи. Помимо местных евреев, толпа жестоко избила учителя начальной школы, видимо, приняв его за семита, а также разоряла и уничтожала дома жертв. Среди последних была зажиточная, по местным меркам, семья Брейеров из мужа, жены и шести детей. Это семейство спряталось в сарае, ожидая, пока всё утихнет, однако их убежище толпе сдал один из соседей. Обнаружив убежище, полицейские ополченцы объявили, что они заберут или деньги, или жизнь. Евреи отдали всё, что у них было, однако толпа напала на них, творя ещё больше насилия. После часа избиений глава ополчения приказал «покончить со страданиями» евреев. Дочь-подросток попыталась вырваться и убежать, однако её схватили несколько мужчин и забили до смерти, неоднократно изнасиловав. Также преступники убили её отца и пытали мать (в частности, отрезав ей грудь, что могло быть «заменой изнасилованию») перед тем, как убить, и расправились с другими родственниками. Среди убитых евреев был также инвалид. Насилие было в одном контексте: сначала толпа нападала на мужчин, а потом «потешалась» над стариками, женщинами и детьми. В конце концов, безнаказанное физическое насилие переросло в массовое сексуальное, когда жертвы стали восприниматься убийцами как «источник сексуального удовольствия», из-за чего изнасилования слились с убийствами и пытками. При этом больше убийц и насильников было именно среди вооружённых старостой ополченцев, в то время как военные больше грабили и расхищали. Эти события были частью «дюркгеймовского ритуализма»: многие украденные вещи были бесполезны и почти ничего не стоили, но сама кража делала солдат и толпу соучастниками творимых бесчинств и преступлений. Нанесённый в ходе погрома ущерб даже превысил стоимость украденного. Насиловавшие, грабившие и убивавшие делали это у всех на виду, и взгляд толпы лишь подстёгивал их к большей жестокости. Подобные случаи сексуального и физического насилия многократно случались в школах-интернатах, военных академиях, казармах и тюрьмах в Венгрии того времени. Также экстремистские группы Пронаи массово убивали евреев и расхищали их имущество в других городах региона и совершали массовые убийства несогласных, большая часть из которых также была евреями. Наиболее известные случаи произошли в Орговани и Шиофоке, где экстремистские группы увели в лес и убили по 40—50 человек, по большей части евреев. Путь до городка Шиофока на берегу озера Балатон в Трансданубии был выстроен из виселиц с трупами повешенных евреев, плачущих рядом с ними вдов и сирот и сожжённых домов и целых деревень, в частности в Табе.
Особой жестокостью во время этих «рейдов» помимо отряда Пала Пронаи отличились экстремистские группы под руководством Дьюлы Остенбург-Моравека и И́вана Хейяша, Антала Мадари, Кальмана Раца и других.
Широкую известность получил случай насилия над семейством Ландау, также как и случай с Брейерами включавший в себя насилие сексуального характера: 20 сентября 1920 года полиция Будапешта задержала Адольфа Абрахама Ландау и его племянника Гезу по обвинению в «оскорблении величества». Обвинение было сфабриковано; настоящей причиной задержания же стала драка Адольфа и его бывшего делового партнёра, который был известным в городе мошенником и членом антисемитского ополчения с осени 1919 года. Он был зол на Ландау и других своих еврейских партнёров и кредиторов, которые донесли на него властям по делу о мошенничестве и неисполнении обязательств. Он связался со своими друзьями, в том числе командиром ополчения Михаем Дански и Камилло Шипоссом, автором антисемитской газеты Virradat (с венг. — «Рассвет») и офицером разведки. Обоих мужчин арестовали и отвезли в ставку, где подвергли пыткам и избиениям, а также заставили стоять на коленях в углу, распевая антисемитскую песню «Erger-Berger». Ополченцы угрожали евреям убийством: приставляли пистолет к виску и груди и насильственно вливали воду в рот. После этого обоих мужчин затащили в туалет и, пока жертвы кричали от боли, натирали их половые органы нитратом серебра.
Страну в это время терроризировали и румыны. Хотя румынские войска и покинули Будапешт, они остались в других городах, в частности в соседней Ньиредьхазе. Если первые месяцы оккупации прошли для жителей относительно спокойно, то в конце 1919 — начале 1920 годов солдаты массово творили против жителей города беспричинное насилие, грабежи, разбои, реквизиции и массовые изнасилования. Окончательно войска были выведены из города и восточной части Венгрии в целом только под давлением западных держав. Румынская оккупация унесла жизни восьми человек на территории города. Она не прошла бесследно и для евреев, хотя оккупанты, в отличие от контрреволюционеров, не обвиняли семитов в «жидобольшевизме», не считали их поголовно сторонниками павшего коммунистического режима и не убивали евреев исключительно из-за их национальности. Согласно еврейскому еженедельнику Egyenlőség (с венг. — «Равенство»), среди евреев в принципе не было коллаборантов с румынами, поскольку были патриотами Венгрии, поэтому оккупационные силы были недовольны ими. Этот же еженедельник выставил еврейское население оккупированной территории главными пострадавшими, поскольку им принадлежала более богатая, и потому наиболее подвергшаяся разорению, собственность. В частности, в оккупированном городе Дьюла румыны расстреляли без суда и следствия еврея, который был богатым владельцем фабрики, и трёх политиков из Социал-демократической партии, как минимум двое из которых могли быть евреями. В городе Ходмезёвашархее румынами было казнено 44 человека, из них от трёх до пяти — евреи.
Принятые законы стали официальной легальной основой для террора, однако они же сдерживали его от разрастания террора и превращения его в геноцид. Члены таких организаций как EME не сразу приняли верховенство нового «закона» и продолжали внесудебные расправы и террор в сторону состоятельных еврейских граждан страны в течение всей первой половины 1920-х годов, а также уничтожали их имущество с помощью зажигательных бомб, которыми атаковали принадлежавшие евреям магазины и синагоги.
Преступники редко обвинялись и ещё реже отбывали свои сроки. Венгерское правительство же хорошо понимало, насколько пагубно на отношение к Венгрии на международной арене влияет разгул массового террора. Пронаи вспоминал, что во время подготовки очередного рейда против «жидобольшевиков» к нему подошёл начальник, министр обороны Венгрии, генерал Кароль Сош, который заявил, что не стоит в новом рейде убивать слишком много евреев, ибо это может принести ненужные проблемы. После подписания Трианонского договора внешняя репутация стала ещё важнее, ибо надежды на восстановление границ были бы неосуществимы без поддержки правительств стран Западной Европы. Сам Хорти колебался между явной поддержкой движения, имевшего контрреволюционный контекст, и своими консервативными взглядами верховенства закона. В конце концов, желая восстановить репутацию страны перед странами бывшей Антанты, он объединился с консервативными политиками. Со временем отряды террористов были вытеснены из общественной жизни к огорчению ультраправых офицеров. Контрреволюция свершилась, однако от массовой войны с «жидобольшевизмом» от её имени пришлось отказаться.
Только к 26 июля 1921 года была восстановлена, с некоторыми оговорками, довоенная судебная система.

## Отражение в культуре

### Истоки

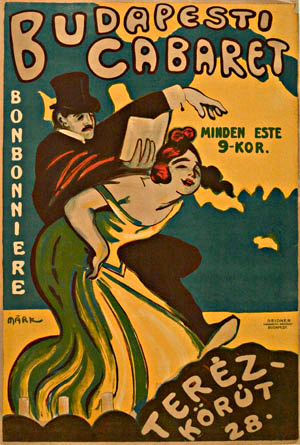
Постер Марк, Лайош с рекламой кабаре

В период Первой мировой войны в Венгрии был распространён юмор военного времени, который широко использовался в литературе и музыке, в частности в романах, романсах и поэмах на венгерском и немецком языках. Однако особое распространение он получил в кабаре, которые, в отличие от других стран, где это считалось развлечением низших сословий, были популярны среди дворян и людей высокого достатка. Одни из таких кабаре было будапештское Modern Szinpad (с венг. — «Современная сцена»), среди посетителей которого ещё до войны можно было заметить золотую молодёжь и студентов крупнейших вузов страны. Качество местных выступлений превышало парижские и приближалось по уровню к Венским. Большинство кабаре не просуществовали и нескольких лет и находились в самых густонаселённых еврейских районах столицы: почти все их основатели, например, Дежё Балинт, были венчурными капиталистами еврейского происхождения, которые получали доход с массовых развлечений. Евреями также были и люди, освещавшие индустрию развлечений: журналисты и редакторы ведущих театральных изданий, таких как Szinházi Élet (с венг. — «Театральная жизнь»), Kabaré Ujság (с венг. — «Новости кабаре»), Magyar Kabaré (с венг. — «Венгерское кабаре») и других.
Главные из этих заведений в предвоенное и военное время привлекли ведущих композиторов и исполнителей страны, в том числе Имре Кальмана, Белу Зерковица, Виктора Якоби, Пала Абрахама, писателей и поэтов, в том числе Андора Габора и Эрно Сепа, певиц, артистов и актрис, в частности Эндре Надя, Дьюлу Кабоша, Белу Шаламона, Йено Херцега, и многих других. Почти все они были евреями по происхождению за немногочисленными исключениями, что нашло отражение в творчестве: как содержание, так и форма юмора кабаре несли на себе отпечаток еврейской культуры. В кабаре регулярно разыгрывались сценки с сюжетами, знакомыми всем посетителям: в них рассказывалось об ассимиляции, эмансипации, антисемитизме и отчуждении, а антагонисты сценок, такие как любящая, но также властная еврейская мать, светская львица средних лет или мелкий мошенник были хорошо знакомыми публике стереотипами. В языке представлений было много слов из идиша и иврита, включались языковые выражения и идиомы, которые были более лаконичны и логичны, нежели немецкие и венгерские, и сыграли существенную роль в развитии языка.
Сразу после начала войны представления и сценки приобрели выраженные националистический тон, призывая к войне против Сербии и России и к скорейшей и полнейшей мобилизации. Однако при этом они высмеивали милитаризм и разоблачали жестокость войны, возлагая её на солдат, а также рассказывали о «моральной пустоте» и гедонизме военных и спекулянтов.

### Чёрный юмор
Во время движения «Белого террора» в Венгрии получил значительное распространение чёрный юмор. Как со стороны евреев, так и со стороны военизированных ультраправых групп, он «питался» травмами, пережитыми этими группами во время Первой мировой войны и гражданских потрясений после её окончания. Практически все шутки за редкими исключениями высмеивали злободневные для них темы: тяжёлое поражение, Трианонский договор, оккупация территории Венгрии иностранными державами, значительное увеличение числа беженцев и страдания простого люда как во время террора советов, так и во время террора ультраправых. Впрочем, функция у него была разная: юмор крайне правых групп способствовал оправданию насилия и жестокости и был груб в своей природе. Его основная суть заключалась в представлении жандармов как «патриотов, героев и джентльменов», а также заглушения на задворках самосознания понимания того, что их деятельность слишком бесчеловечна, будучи о сиюминутном действии, а не о самоанализе. Еврейский же юмор был направлен в обратную сторону, помогая выжившим жертвам нападений, заключения и насилия справляться с психологическими проблемами после нападений и оскорблений, рассказывая о «горькой правде» мира в котором жили евреи, повсеместной несправедливости и жестокости. В связи с этим его основная суть в свою очередь заключалась в «защите, сохранении и восстановлении еврейского достоинства и самоуважения». Этот юмор выделялся своим нонконформизмом и индивидуализмом, интроспекцией и самокритикой.

## Последствия и влияние

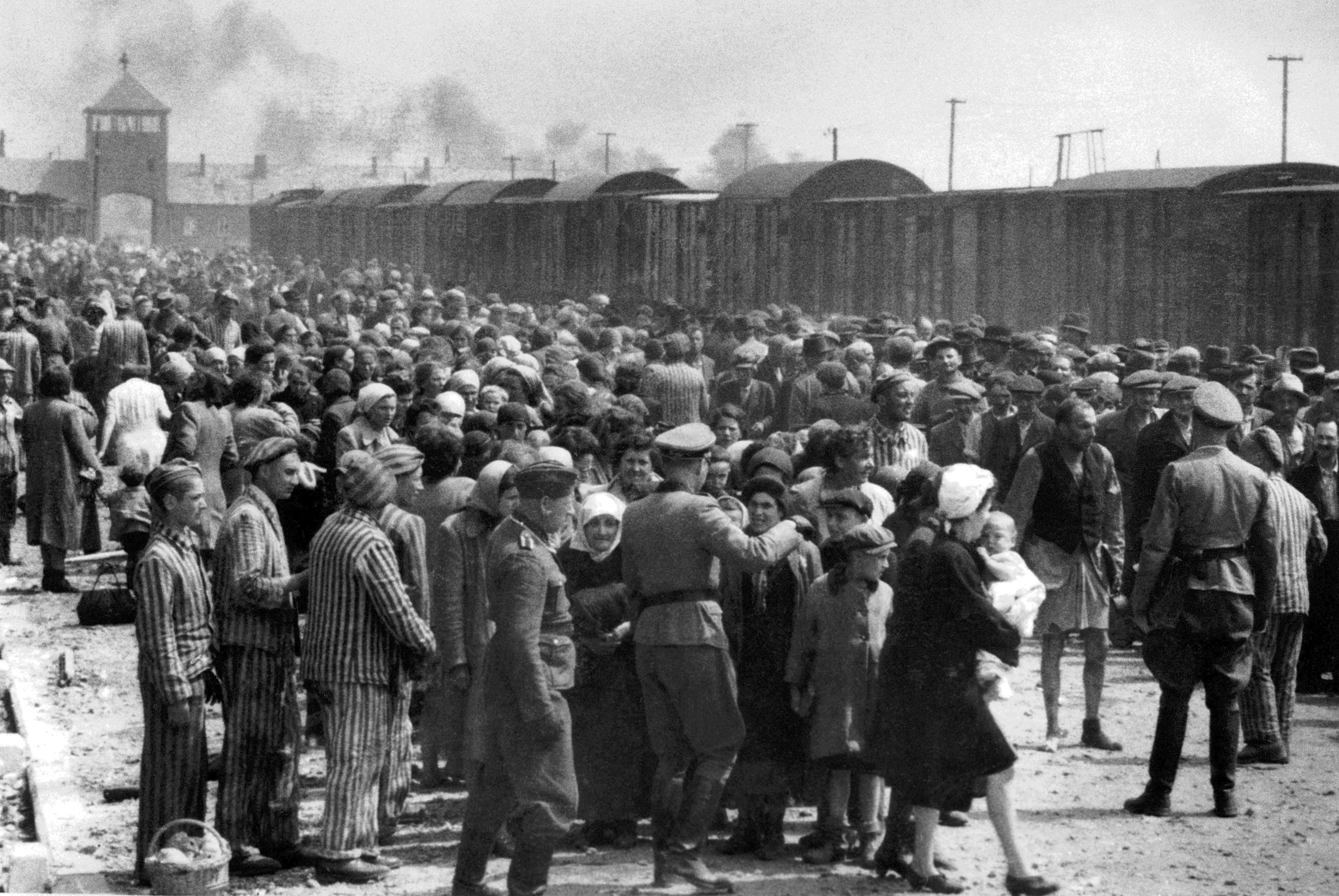
Нацисты отбирают венгерских евреев для помещения в концлагерь Освенцим, 1944 год

Условия Трианонского договора, поставленные странами Антанты, снизили максимальную численность венгерской армии до 35 тысяч человек, из-за чего многие солдаты были уволены в запас или отправлены в подразделения жандармерии. Хотя к концу 1921 года правительство Венгрии запретило насилие и обуздало экстремистские группы, отдельные нападения на левые организации и евреев продолжались вплоть до середины десятилетия. После режим Хорти ввёл запрет на браки и любые сексуальные контакты между евреями и венграми во имя «чистоты крови» и защиты «мадьярской расы» (венг. Magyar Fajközösség), а в 1941 году ввёл, согласно Акту XV, запрет на межэтнические браки между евреями и любыми другими национальностями, аналогичные введёнными Нюрнбергскими расовыми законами в Германии.
Позже режим Хорти, поняв, что вернуть захваченные членами Антанты территории мирным путём не удастся, начал сближение с другими тоталитарными фашистскими государствами Европы — итальянской фашистской диктатурой Бенито Муссолини и немецким нацистским режимом Адольфа Гитлера. Во Второй мировой войне Венгрия была одним из союзников стран «оси». При активной поддержке нацистского режима в 1938—1940 годах состоялись пересмотр Трианонского договора и Венские арбитражи, согласно которым Венгрии вернули значительную часть потерянных территорий. В благодарность за помощь Венгрия в 1941 году направила войска в наступление против СССР. Когда советские войска разгромили немцев на своей территории и начали освобождение Европы и поход на Берлин, венгерское правительство стало вести двойную игру, надеясь, что союзники не обратят оружие против них, а со стороны советов им не достанется за сотрудничество. Больше всего надежду на это питало 750 (или 825, включая обратившихся в христианство) тысяч евреев, которые на тот момент жили в стране. Однако шаткая дипломатия окончательно рухнула в марте 1944 года. Командование нацистов, предвидя выход венгров из войны и стремясь использовать их силы для возможного перелома её хода, приказало вермахту оккупировать страну. 15 мая 1944 года нацисты начали массовую депортацию евреев (ок. 434—440 тысяч человек на 147 поездах), по большей части в Силезию, в лагерь смерти Освенцим, на сей раз в коллаборации с Адольфом Эйхманом и его подразделением СС. До нацистской оккупации правительство Хорти вербовало евреев в трудовые батальоны, поскольку им было запрещено служить в обычных войсках. 63 тысячи евреев Венгрии погибли на поле боя и в плену у Советов в ходе Второй мировой войны. Всего жизни в ходе Холокоста, организованного оккупантами, лишилось около 564 500 евреев, большая часть из которых была депортирована в Освенцим и отравлена там газом по прибытии.

## Оценки

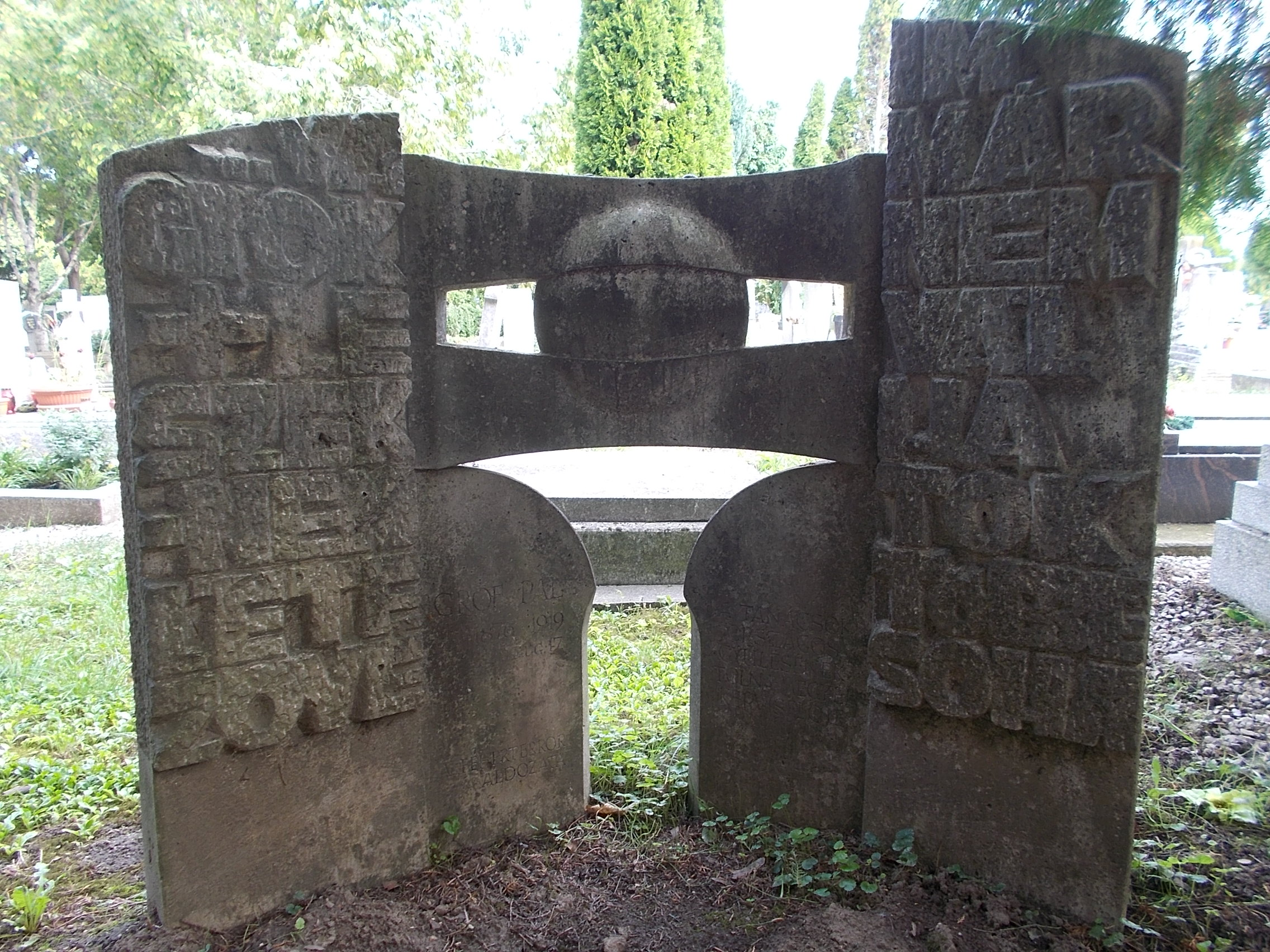
Мемориал жертвам «Белого террора». Кладбище в Сексарде, 2016 год

Косвенно ответственным за террор долгое время считался премьер-министр Венгрии после переворота Иштван Фридрих, который был врагом всех тогдашних венгерских политиков. В первую очередь идею его «страусиного», трусливого отношения к правым радикала продвигал круг премьер-министра Венгрии в 1921—1931 годах Иштвана Бетлена, осудившего лидеров террора. Вместе с другими политиками, они «увековечили его как главного злодея венгерской политической истории». Искажение его деятельности длилось полстолетия, однако, как отмечает историк Ева Балог, после его окончания он перестал быть лидером «контрреволюционной диктатуры», а был лишь одиноким по своим идеям политиком, что придерживался непопулярных идей во времена господства правого тоталитаризма и радикализма. Он практически не оказал влияния на сам переворот, а любое его противодействие, как и нейтралитет, не изменило бы сути происходившего. Он был сторонником потерявшей популярность социал-демократии, поскольку пытался продвинуть на посты умеренных политиков и сохранить достижения первой революции 1918 года.
Кристиан Герлах назвал венгерский «Белый террор» одним из самых крупных антикоммунистических преследований XX века. Жертвами движения стало несколько тысяч человек, в том числе множество евреев, которые были жертвами откровенного антисемитизма. Их убивали на месте. Оценки количества убитых разнятся. Так Дежё Немеш, исследуя дневники Пронаи, писал о более чем тысяче убитых и множестве искалеченных только его отрядом, а также о тысячах убитых другими группами. По другим данным могло погибнуть или около двух тысяч человек в целом, или около трёх тысяч человек в целом, среди которых около трети (от тысячи до 1300) евреев, или от полутора до пяти тысяч человек в целом, или около пяти тысяч человек в целом, или от 1250 до 2500 одних только евреев, которые составили от 20 до 50 % всех жертв эпохи. Около ста тысяч человек были вынуждены покинуть страну.

### Комментарии
1. ↑  Понятие из римского права, обозначающее человека, который не защищается законом и может быть убит любым гражданином при любых обстоятельствах без предварительной договорённости с законом и богами, но не может быть сам принесён в жертву богам[66].
2. ↑  Советский историк В. И. Олаг со ссылкой на Иштвана Хайдена и газету «Непсава» от октября 1919 года называл более точное число по Шиофоку — 42 человека, большая часть из которых была жестоко избита, а потом заколота штыками[79].